# Шербањаса (Дамбовица)
Шербањаса (рум. Șerbăneasa) насеље је у Румунији у округу Дамбовица у општини Ваља Лунга. Oпштина се налази на надморској висини од 366 m.

## Становништво
Према подацима из 2002. године у насељу је живело 353 становника, од којих су сви румунске националности.